# 베일 부인
"베일 부인"은 한국에서 제작된 어약선 감독의 1952년 영화이다. 송억 등이 주연으로 출연하였고 신경균 등이 제작에 참여하였다.

## 출연

### 주연
- 송억
- 진랑
- 김영운

## 기타
- 조명: 김성춘
- 녹음: 최칠복